# Sanggendalai (socken i Kina, lat 42,68, long 115,95)
Sanggendalai (kinesiska: 桑根达来, 桑根达来苏木) är en socken i Kina. Den ligger i den autonoma regionen Inre Mongoliet, i den norra delen av landet, omkring 410 kilometer nordost om regionhuvudstaden Hohhot.
Genomsnittlig årsnederbörd är 478 millimeter. Den regnigaste månaden är juli, med i genomsnitt 132 mm nederbörd, och den torraste är januari, med 3 mm nederbörd.